# Zbeida Belhajamor
Zbeida Belhajamor, née le 1er décembre 1999 à Tunis, est une actrice tunisienne.

## Biographie
Née le 1er décembre 1999 à Tunis, elle est issue d'une famille cinéphile. Si elle s'intéresse à la danse, au chant ou à la guitare puis au théâtre, elle est dès son adolescence en contact avec des personnalités de la scène nationale tunisienne, dont Taoufik Jebali. La cinéaste Leyla Bouzid la remarque durant le casting de son premier film, À peine j'ouvre les yeux, mais elle est trop jeune, à 14 ans, pour le rôle. Quelques années plus tard, elle tourne avec la réalisatrice Mirvet Médini Kammoun dans Noces d'épices, et obtient une licence à l'École supérieure des sciences et technologie du design à Tunis.
Leyla Bouzid la recontacte des années plus tard et la retient pour le rôle de Farah, l'un des deux rôles principaux dans le second long métrage de cette réalisatrice, présenté au Festival du film francophone d'Angoulême puis au Festival de Cannes 2021 dans le cadre de la Semaine de la critique, Une histoire d'amour et de désir,,.

## Filmographie

### Cinéma

#### Courts métrages
- 2017 : Noces d'épices de Mirvet Médini Kammoun
- 2023 :
  - Prendre le large d'Aretha Iskandar
  - Cœurs perdus de Frédéric Lavigne
- 2024 : Tout casser de Célia Mebroukine

#### Longs métrages
- 2021 : Une histoire d'amour et de désir de Leyla Bouzid : Farah
- 2023 : Les Rois de la piste de Thierry Klifa : Juliette
- 2024 : L'Enfant bélier de Marta Bergman : Sara

### Théâtre
- 2023 : Les Paravents de Jean Genet, mis en scène par Arthur Nauzyciel au théâtre de l'Odéon